# Côte du Paradis

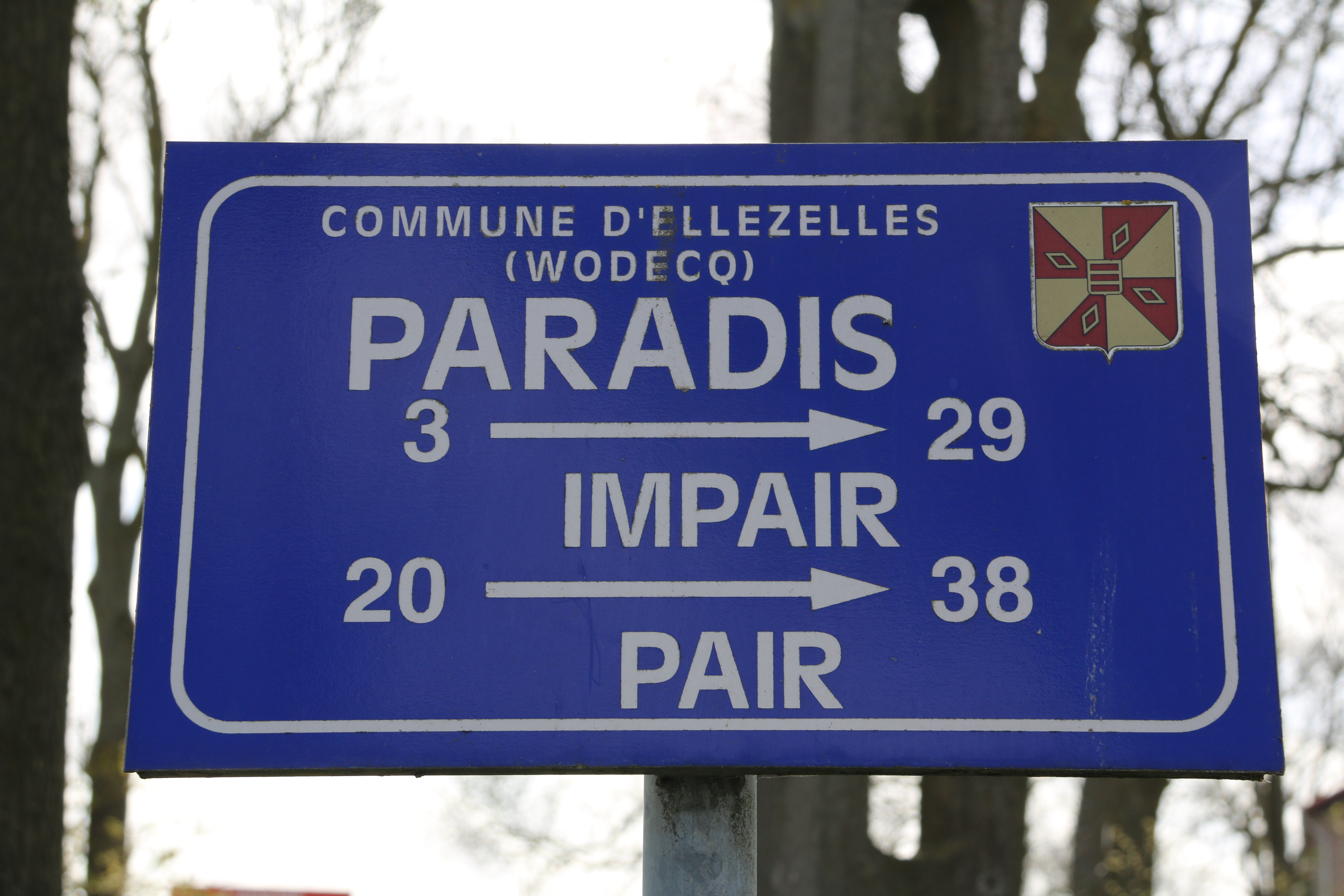

De Côte du Paradis is een heuvel in de Belgische provincie Henegouwen. Ze behoort tot de heuvelzone van het Pays des Collines .

## Wielrennen
Le Côte du Paradis kan aan drie verschillende zijden beklommen worden.
- Aan de zuidzijde, vertrekkend vanop grondgebied Elzele, heet de helling Côte du Paradis Sud. De beklimming aan deze zijde is opgenomen in de Cotacol Encyclopedie met de 1.000 zwaarste beklimmingen van België onder de naam ‘Côte du Paradis’.
- Aan de oostzijde, vertrekkend vanop grondgebied Vloesberg, heeft de helling Côte du Paradis Est of Bruyère. De beklimming aan deze zijde maakt sinds 2005 deel uit van de Davitamon Classic, een toertocht voor wielertoeristen.
- Aan de westzijde, vertrekkend vanop grondgebied Elzele, heet de helling Côte du Paradis Ouest en heeft hij een lengte van 1600 meter.